# Dalheim (Lussemburgo)
Dalheim (lussemburghese: Duelem) è un comune del Lussemburgo sud-orientale. Fa parte del cantone di Remich, nel distretto di Grevenmacher.
Nel 2005, la città di Dalheim, capoluogo del comune che si trova al centro del suo territorio, aveva una popolazione di 1 232 abitanti. Le altre località che fanno capo al comune sono Filsdorf e Welfrange.